# Matipó
Matipó este un oraș în Minas Gerais (MG), Brazilia.